# Contarinia texana
Contarinia texana är en tvåvingeart som först beskrevs av Ephraim Porter Felt 1921.  Contarinia texana ingår i släktet Contarinia och familjen gallmyggor. Inga underarter finns listade i Catalogue of Life.